# Droga wojewódzka nr 780
Droga wojewódzka nr 780 (DW780) – droga wojewódzka o długości 57 km łącząca Węzeł Bielany autostrady A4 w Krakowie z Chełmem Śląskim, położona w województwach małopolskim oraz śląskim.
Droga wojewódzka nr 780 Kraków – Chełm Śląski to jeden z ważnych ciągów komunikacyjnych, który łączy Kraków oraz zachodnią część województwa małopolskiego ze Śląskiem. Droga jest użytkowana przede wszystkim przez mieszkańców miejscowości położonych w jej pobliżu, razem z drogą wojewódzką nr 933 stanowi także popularny dojazd z Krakowa do Kotliny Oświęcimskiej. Po wprowadzeniu odpłatności za korzystanie z autostrady A4 pomiędzy Mysłowicami a Krakowem stała się jedną z dróg alternatywnych, co spowodowało wzrost natężenia ruchu, również ciężkiego. Brak poważnych prac modernizacyjnych w ciągu ostatnich 20 lat, a co za tym idzie niedostosowanie parametrów drogi do przejęcia intensywnego ruchu, zwłaszcza ciężkich pojazdów doprowadziły w ostatnich latach do poważnej degradacji drogi. Dlatego Zarząd Dróg Wojewódzkich w Krakowie wraz z władzami samorządowymi wszystkich gmin położonych wzdłuż drogi rozpoczął opracowywanie dokumentacji niezbędnej do przeprowadzenia modernizacji drogi wojewódzkiej nr 780. Do listopada 2007 wykonano następujące prace:
- modernizacja ulic Krakowskiej i Śląskiej w Chełmku.
- przebudowa skrzyżowania z drogą wojewódzką nr 781 w Wygiełzowie (budowa ronda) wraz z remontem około 1 km drogi
- modernizacja trzech odcinków drogi o długości 8 km, na terenie gminy Alwernia
- remont około 2 km drogi w Krakowie Bielanach (ul. Księcia Józefa)
- obwodnica Przegorzał (dzielnica Krakowa) o długości 1,5 km. Otwarcie tego odcinka nastąpiło 30 października 2007 roku.

W kwietniu 2010 roku sfrezowano większą część trasy, w celu wymiany nawierzchni. Planowano, że wszystkie prace modernizacyjne (dokumentacyjne i drogowe) na pozostałych odcinkach na terenie województwa małopolskiego uda się przeprowadzić w latach 2007–2010. W marcu 2011 roku rozpoczęto remont mostu na rzece Sance pomiędzy Kryspinowem a Liszkami zamykając go dla ruchu, remont zakończono w lipcu 2011 roku.
We wrześniu 2022 podjęto uchwały, a do 1 stycznia 2023 skrócono przebieg przez Kraków dostosowując się do zasady, aby droga wojewódzka kończyła się na drogach tej samej lub wyższej kategorii. Wcześniej DW780 kończyła przebieg na al. Krasińskiego, dawnym przebiegu DK4..

## Miejscowości leżące przy trasie DW780
- Kraków
- Kryspinów (DW774)
- Liszki
- Kaszów
- Czułówek
- Przeginia Duchowna
- Brodła
- Poręba Żegoty
- Alwernia
- Kwaczała
- Babice (DW781)
- Żarki
- Libiąż (DW933)
- Chełmek
- Chełm Śląski (DW934)